# Commissaris O.
Commissaris O. was een Vlaams komisch radioprogramma op Studio Brussel. Presentator Hans Otten speelde hierbij de fictieve Commissaris O.

## Concept
Commissaris O. was volgens Otten "een norse, aseksuele, enigszins wereldvreemde man, die vanuit zijn kantoor vrijuit commentaar geeft op de actualiteit, vooral de actualiteit die met showbizz te maken heeft. Hij is altijd open en eerlijk, al houdt hij er wel een heel aparte logica op na."  De commissaris nodigde ook geregeld mensen uit in de studio of praatte telefonisch met hen. Het amusante hieraan was dat iedereen hem automatisch als een echte commissaris aansprak en behandelde. Aan het einde van het gesprek gaf Commissaris O. zijn verdict en kreeg de geïnterviewde een straf, zedenlesje of opdracht opgelegd.
Het programma liep twee seizoenen. In de kerstvakantie van 2003 werd het twee weken lang opnieuw uitgezonden. Daarna duurde het tot 1 januari 2012 alvorens het een comeback kreeg. Die dag presenteerde Otten eenmalig opnieuw het programma en gaf een jaaroverzicht van 2011. Hij kreeg zoveel bijval dat de show opnieuw terugkeerde, ditmaal op vrijdagavond van 18 tot 19u uitgezonden.
In 2000 won "Commissaris O." de Prijs van de Radiokritiek.

## Meer informatie
- https://www.hln.be/hln/nl/9092/Nieuws/article/detail/1385605/2012/01/26/Hans-Otten-keert-terug-naar-StuBru-als-Commissaris-O.dhtml